# Briefmarken-Jahrgang 1975 der Deutschen Bundespost Berlin
Der Briefmarken-Jahrgang 1975 der Deutschen Bundespost Berlin umfasste 20 Sondermarken und zwölf Dauermarken. Die Briefmarken dieses Jahrganges waren bis zum 31. Dezember 1991 frankaturgültig.
Der Nennwert der Marken betrug 19,55 DM; dazu kamen 2,05 DM als Zuschlag für wohltätige Zwecke.
Alle Dauermarken der neuen Serie „Industrie und Technik“  erschienen am gleichen Tag auch mit der Aufschrift Deutsche Bundespost; neue Motive der vorherigen Serie „Unfallverhütung“ wurden nicht mehr gedruckt. Von der kleinen Serie der „Berliner Verkehrsmittel“ wurde nach 1971 mit „Schienenfahrzeugen“  und 1973 mit „Omnibussen“ der letzte Teil „Personenschifffahrt“ ausgegeben.

## Liste der Ausgaben und Motive
Legende
- Bild: Eine bearbeitete Abbildung der genannten Marke. Das Verhältnis der Größe der Briefmarken zueinander ist in diesem Artikel annähernd maßstabsgerecht dargestellt. Sollten keine Marken abgebildet sein, liegt es daran, dass das Urheberrecht des Künstlers noch nicht erloschen ist.
- Beschreibung: Eine Kurzbeschreibung des Motivs und/oder des Ausgabegrundes. Bei ausgegebenen Serien oder Blocks werden die zusammengehörigen Beschreibungen mit einer Markierung versehen eingerückt.
- Wert: Der Frankaturwert der einzelnen Marke in Pfennig. Ein „+“ bedeutet, dass es sich um eine Zuschlagsmarke handelt (= Frankaturwert + Spende).
- Ausgabedatum: Das Datum des erstmaligen Verkaufs dieser Briefmarke.
- Auflage: Soweit bekannt, wird hier die zum Verkauf angebotene Anzahl dieser Ausgabe angegeben.
- Entwurf: Soweit bekannt, wird hier angegeben, von wem der Entwurf dieser Marke stammt.
- Mi.-Nr.: Diese Briefmarke wird im Michel-Katalog unter der entsprechenden Nummer gelistet.

| Sondermarken |                                                                                      |                  |                       |                      |                              |         |
| Bild         | Beschreibung                                                                         | Werte in Pfennig | Ausgabe- datum (1975) | Auflage              | Entwurf                      | Mi.-Nr. |
|              | 125. Todestag von Johann Gottfried Schadow Selbstbildnis                             | 50               | 15. Januar            | 7.950.000            | Manuela Pusch                | 482     |
|              | Berliner Verkehrsmittel (III): Personenschifffahrt - Dampfschiff „Prinzeß Charlotte“ | 30               | 14. Februar           | 11.560.000           | Joachim Hans Hiller          | 483     |
|              | - Dampfschiff „Siegfried“                                                            | 40               | 14. Februar           | 7.850.000            | Joachim Hans Hiller          | 484     |
|              | - Dampfschiff „Sperber“                                                              | 50               | 14. Februar           | 9.300.000            | Joachim Hans Hiller          | 485     |
|              | - Motorschiff „Vaterland“                                                            | 60               | 14. Februar           | 6.450.000            | Joachim Hans Hiller          | 486     |
|              | - Motorschiff „Moby Dick“                                                            | 70               | 14. Februar           | 6.650.000            | Joachim Hans Hiller          | 487     |
|              | Für die Jugend 1975: Lokomotiven - Dampflokomotive „Drache“                          | 30+15            | 15. April             | 2.996.000            | Heinz Schillinger            | 488     |
|              | - Dampflokomotive Baureihe 89                                                        | 40+20            | 15. April             | 2.950.000            | Heinz Schillinger            | 489     |
|              | - Dampflokomotive Baureihe 50                                                        | 50+25            | 15. April             | 2.953.000            | Heinz Schillinger            | 490     |
|              | - Dampflokomotive Baureihe 10                                                        | 70+35            | 15. April             | 2.924.000            | Heinz Schillinger            | 491     |
|              | 100. Geburtstag von Ferdinand Sauerbruch                                             | 50               | 15. Mai               | 8.780.000            | Ernst Finke                  | 492     |
|              | Gymnaestrada Berlin Veranstaltungs-Abzeichen                                         | 40               | 15. Mai               | 7.130.000            | Ernst Finke                  | 493     |
|              | Europäisches Denkmalschutzjahr Naunynstraße, Berlin-Kreuzberg                        | 50               | 15. Juli              | 6.950.000            | Otto Rohse                   | 508     |
|              | 50. Todestag von Lovis Corinth Selbstbildnis                                         | 50               | 15. Juli              | 8.130.000            | Bundesdruckerei Berlin       | 509     |
|              | Wohlfahrtsmarken 1975: Alpenblumen - Gelber Enzian Gentiana lutea                    | 30+15            | 15. Oktober           | 5.959.000            | Heinz Schillinger            | 510     |
|              | - Arnika Arnica montana                                                              | 40+20            | 15. Oktober           | 6.029.000            | Heinz Schillinger            | 511     |
|              | - Europäisches Alpenveilchen Cyclamen purpurascens                                   | 50+25            | 15. Oktober           | 7.565.000            | Heinz Schillinger            | 512     |
|              | - Stängelloser Enzian (Clusius-Enzian) Gentiana clusii                               | 70+35            | 15. Oktober           | 4.395.000            | Heinz Schillinger            | 513     |
|              | Weihnachtsmarke 1975 Schneeheide Erica carnea                                        | 30+15            | 14. November          | 5.060.000            | Heinz Schillinger            | 514     |
|              | 100. Geburtstag von Paul Löbe Im Hintergrund das Reichstagsgebäude                   | 50               | 14. November          | 7.050.000            | Ernst Finke                  | 515     |
| Dauermarken  |                                                                                      |                  |                       |                      |                              |         |
| Bild         | Beschreibung                                                                         | Werte in Pfennig | Ausgabe- datum (1975) | Auflage Berlin, Bund | Entwurf                      | Mi.-Nr. |
|              | Dauermarkenserie: Industrie und Technik - Nachrichtensatellit (Symphonie)            | 5                | 14. November          |                      | Beat Knoblauch und Paul Beer | 494     |
|              | - Nahverkehrs-Triebzug ET 420/421                                                    | 10               | 14. August            |                      | Beat Knoblauch und Paul Beer | 495     |
|              | - Rettungshubschrauber Bölkow Bo 105                                                 | 30               | 14. August            |                      | Beat Knoblauch und Paul Beer | 497     |
|              | - Weltraumlabor Spacelab im Space Shuttle                                            | 40               | 15. Mai               |                      | Beat Knoblauch und Paul Beer | 498     |
|              | - Erdfunkstelle Raisting                                                             | 50               | 15. Mai               |                      | Beat Knoblauch und Paul Beer | 499     |
|              | - Schiffbau                                                                          | 70               | 14. August            |                      | Beat Knoblauch und Paul Beer | 500     |
|              | - Traktor                                                                            | 80               | 15. Oktober           |                      | Beat Knoblauch und Paul Beer | 501     |
|              | - Braunkohlenbagger                                                                  | 100              | 15. Mai               |                      | Beat Knoblauch und Paul Beer | 502     |
|              | - Anlage zur Styrolherstellung                                                       | 120              | 15. Oktober           |                      | Beat Knoblauch und Paul Beer | 503     |
|              | - Heizkraftwerk                                                                      | 140              | 14. November          |                      | Beat Knoblauch und Paul Beer | 504     |
|              | - Hochofen                                                                           | 160              | 15. Oktober           |                      | Beat Knoblauch und Paul Beer | 505     |
|              | - Bohrinsel                                                                          | 200              | 14. November          |                      | Beat Knoblauch und Paul Beer | 506     |